# Rüttenen
Rüttenen (toponimo tedesco) è un comune svizzero di 1 507 abitanti del Canton Soletta, nel distretto di Lebern.